# 吴建宇
吴建宇（韓語：오건우，1981年3月18日—2011年1月13日），韩国男演员。2011年1月13日在大邱车祸身亡。

## 演出作品

### 電視劇
- 2003年：SBS《爱的香气》
- 2003年：台灣韓國合作電視劇《戀香》
- 2005年：MBC《辛旽》
- 2009年：KBS《千秋太后》

### 電影
- 2007年：《我的野蛮老师2》